# Paulette
La legge Paulette, promulgata da Enrico IV di Francia nel 1602, determinava in pratica l'ereditarietà delle cariche dei funzionari statali.

## Storia
Il nome con cui la legge è nota deriva da quello di Charles Paulet, che la propose. Tecnicamente, la legge era definita del "diritto annuo" (droit annuel), una tassa speciale riscossa dalla Corona francese durante l'Ancien Régime. Venne istituita inizialmente il 12 dicembre 1604 da Massimiliano di Béthune, duca di Sully,  ministro di Enrico IV, e prevedeva che chi era a capo di un ufficio governativo o di una carica pubblica poteva assicurarsi il diritto di trasferirla a chi voleva, pagando annualmente alla Corona un sessantesimo della somma che aveva pagato quando l'aveva acquistata.
Se questa tassa da un lato fornì alla Corona una fonte stabile di guadagno, dall'altro rese molti uffici governativi, soprattutto i seggi al Parlamento, ereditari di diritto: i funzionari in carica potevano trasferire infatti il loro diritto ai propri eredi. Il risultato fu che l'amministrazione della giustizia in Francia rimase nelle mani di una sempre più potente classe ereditaria di magistrati, che divenne nota come la  "nobiltà di toga" (noblesse de robe), in contrasto con la tradizionale aristocrazia, la "nobiltà di spada" (noblesse d'épée).
Questo sistema fu abolito con la Rivoluzione francese.